# Moeda de cinquenta ienes
A moeda de cinquenta ienes (五十円硬貨, Gojū-en kōka) é uma denominação do iene japonês. O design atual foi cunhado pela primeira vez em 1967. 

## História
A primeira moeda de cinquenta ienes foi emitida em 1955 e apresenta um crisântemo visto de lado no verso e um peso antigo estilizado na frente da moeda. A moeda tem um diâmetro de 25 mm, e é composta por 100% níquel.
Em 1959, o design foi modificado, adicionando um buraco no centro uma vez que o design antigo era facilmente confundível com o da moeda de cem ienes, e alterando o verso da moeda, apresentando agora um crisântemo visto de cima. A metalurgia permaneceu inalterada. Este design foi emitido todos os anos desde 1959 até 1966.
O design atual da moeda de cinquenta ienes foi cunhado pela primeira vez em 1967. A metalurgia foi alterada para a razão de 75-25 cobre-níquel, com o diâmetro reduzido para 21 mm, e o peso igualmente reduzido de 5.0 para 4.0 gramas. O tamanho do buraco central foi reduzido de 6 para 4 mm de diâmetro. O verso da moeda manteve o desenho do crisântemo, apresentando três pequenas flores ladeando o buraco central.

## Designs

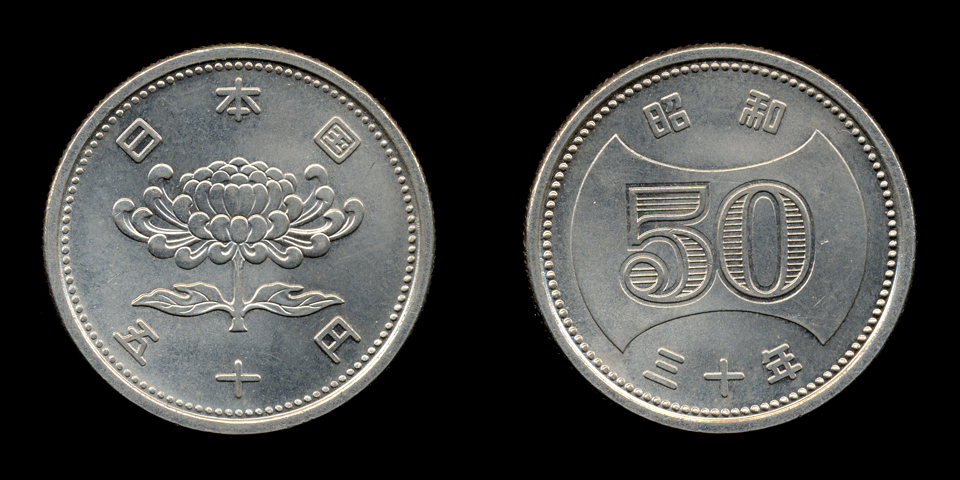
Moeda de 50 ienes entre 1955 e 1958
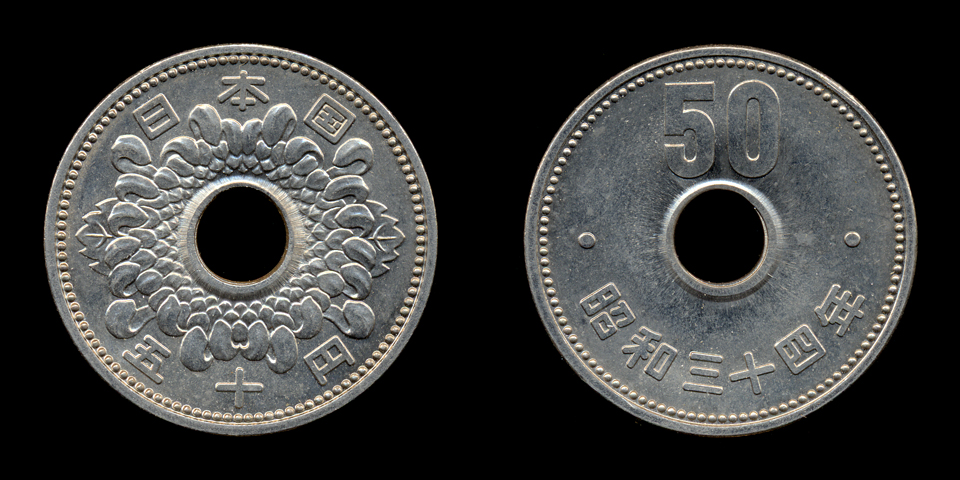
Moeda de 50 ienes entre 1959 e 1966
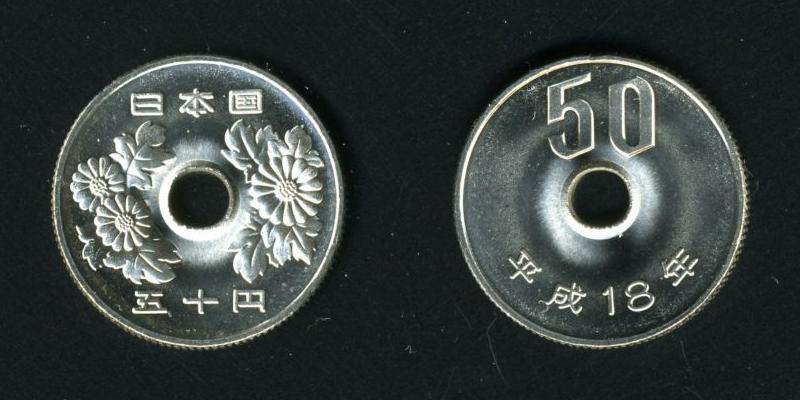
Moeda de 50 ienes desde 1967 até ao presente